# Diana Köhle

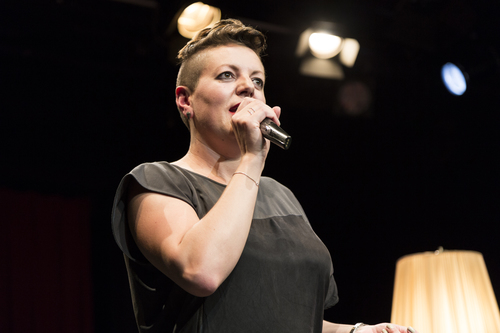
Diana Köhle

Diana Veronika Köhle (geb. am 12. Februar 1980 in Nassereith, Österreich) ist eine österreichische Moderatorin, Slam-Veranstalterin, Kulturschaffende und Literaturvermittlerin. Sie organisiert und moderiert vor allem Poetry-Slams und Tagebuch-Slams, ein Format, das Diana Köhle in Österreich eingeführt hat.

## Leben
Köhle wuchs mit drei älteren Brüdern in Nassereith, Tirol, auf. Sie studierte Medienpädagogik und absolvierte das Psychotherapeutische Propädeutikum an der Universität Innsbruck (Mag. phil.) sowie den postgradualen Lehrgang Kulturmanagement an der Universität für Musik und Darstellende Kunst in Wien (Master in Advanced Studies). Sie ist selbstständige Veranstalterin und Moderatorin und kooperiert mit vielen österreichischen Kulturinstitutionen. Seit 2003 lebt und arbeitet sie in Wien.

## Karriere
2004 gründete sie gemeinsam mit Mieze Medusa den textstrom, den sie bis 2008 mitorganisierte und moderierte. 2007 folgte die Gründung der ersten österreichischen Poetry-Slam-Meisterschaften Ö-Slam durch Diana Köhle, ihren Bruder Markus Köhle und Mieze Medusa.
Köhle hält regelmäßig verschiedene Slamformate ab, so seit 2009 das Poetry-Slam Slam B, bei dem jeweils zwölf Slammer mit selbstgeschriebenen Texten auftreten. Bis 2022 fanden die Poetry-Slams monatlich im Literaturhaus Wien statt; seit 2022 ist der Slam B im Filmhaus am Spittelberg zu Hause. Von 2013 bis 2014 veranstaltete Köhle den Slam P.anoptikum im brut/Schauspielhaus Wien, der jeden Monat ein neues Slamformat präsentierte. Hier entwickelte sie auch das besonders langlebige Format des Tagebuch-Slams.
Im April 2013 fand der erste Diary-Slam auf österreichischem Boden im Rahmen des Slam P.anoptikum im brut statt. Bald darauf fand das Slamformat im Theater an der Gumpendorfer Straße (TAG) in Wien seine Stammlocation und nennt sich seither TAGebuch-Slam. Ein- bis zweimal im Monat lesen vier Menschen aus ihren authentischen Jugendtagebüchern vor. Das Publikum entscheidet durch die Lautstärke des Applauses, wer ins Finale kommt und schließlich gewinnt. Von Oktober bis November 2014 strahlte der ORF fünf Folgen des Tagebuch-Slams unter dem Titel Liebes Tagebuch... in der Sendung Die.Nacht aus. Produziert wurde die Sendung von David Schalko und John Lueftner, Regie führte Sebastian Brauneis.
Tagebuch-Slams finden in Wien regelmäßig im Theater an der Gumpendorfer Straße, im Museumsquartier, im USUS am Wasser und im Rahmen von Wir sind Wien sowie in Innsbruck (bis 2022 im Treibhaus, seit 2023 im Metropol Kino), Graz (Theater am Lend), Salzburg (Kleines Theater), St. Pölten (Cinema Paradiso), Baden (Cinema Paradiso), Amstetten (Die Remise), Dornbirn (Spielboden) und Feldkirch (Poolbar-Festival) statt. Eine Auswahl von Originalzitaten aus den Jugendtagebüchern regelmäßiger Teilnehmer findet sich in den beiden von Köhle herausgegebenen Anthologien.
Im Literaturhaus Wien leitete Köhle außerdem bis zum Sommer 2022 den Literaturclub Super Leseclub für Jugendliche und junge Erwachsene zwischen 14 und 22 Jahren. Unterstützt wurde sie dabei vom österreichischen Kabarettisten Didi Sommer und von David Samhaber. Seit Herbst 2022 veranstalten Köhle und Samhaber in der Buchhandlung „Das Buchkontor“ das Nachfolgeprojekt Leseclub248. 2019 war Köhle Mitglied der Jury für den Wortlaut-Kurzgeschichtenwettbewerb des Radiosenders FM4.
2017 war Köhle in Barbara Stöckls ORF-Talkshow Stöckl zu Gast, 2019 in Lisa Gadenstätters Talk 1 in einer Episode zum Thema Sexismus und MeToo. Der Literaturpodcast Auf Buchfühlung porträtierte Köhle im Oktober 2020.
2021 startete Köhle den eigenen Podcast Mein Tagebuch, ich und..., zu dem sie als Gäste jeweils eine Person mit authentischem Jugendtagebuch sowie eine Person, um die es im jeweiligen Jugendtagebuch geht, einlädt und interviewt.

## Publikationen
Als Herausgeberin
- mit Mieze Medusa: Textstrom: Poetry Slam - Slam Poetry. Anthologie. Edition Aramo, Wien 2006, ISBN 978-3-9502029-2-2.
- mit ihrem Bruder Markus Köhle: Ö-Slam: 1. österreichische Poetry Slam Meisterschaft. Anthologie. Edition Aramo, Wien 2008, ISBN 978-3-9502485-1-7.
- Slam B. Volume 1. Anthologie. Kyrene, Innsbruck und Wien 2011. ISBN 978-3-900009-80-9.
- Slam B. Volume 2. Anthologie. Kyrene, Innsbruck und Wien 2012. ISBN 978-3-900009-96-0.
- „Wir haben nämlich beide eine Zahnspange, aber er nur oben“. Das Beste aus 4 Jahren Tagebuch-Slam. Anthologie. Holzbaum-Verlag, Wien 2016, ISBN 978-3-902980-61-8.
- „Verliebt (später nicht mehr)“. Das Beste aus 7 Jahren Tagebuch-Slam. Anthologie. Holzbaum-Verlag, Wien 2020, ISBN 978-3-902980-91-5.